# II. Anheszenpepi
II. Anheszenpepi, más néven II. Anheszenmeriré ókori egyiptomi királyné a VI. dinasztia idején. Ő és testvére, I. Anheszenpepi Hui és Nebet vezír lányai voltak, fivérük Dzsau vezír. Mindkét lány I. Pepi fáraóhoz ment feleségül, az ő tiszteletére vették fel az Anheszenpepi („Az ő élete Pepié”) nevet, de előfordul nevük Anheszenmeriré („Az ő élete Meriréé”; a Meriré a fáraó trónneve volt) alakban is.
Mindkét királynénak született gyermeke Pepitől: I. Anheszenpepi fia volt Pepi közvetlen utódja, I. Nemtiemszaf, aki csak pár évig uralkodott; II. Anheszenpepi fia volt az őt követő II. Pepi, aki igen fiatalon került trónra, ezért valószínűleg anyja volt a régens helyette. A két királynét együtt említik fivérük abüdoszi sztéléjén. Említik piramisában is, valamint menye, Neith piramisában, egy, a Sínai-félszigeten talált feliraton, egy abüdoszi dekrétumban és egy alabástromszobron, melyen fiát tartja ölében (ma Brooklynban található).

## Címei
A jogar úrnője (wrt-ḥts), Aki látja Hóruszt és Széthet (m33t-ḥrw-stš), Nagy kegyben álló (wrt-ḥzwt), A király felesége (ḥmt-nỉswt), A Men-nofer-Meriré piramis királynéja (ḥmt-nỉswt mn-nfr-mrỉ-rˁ), A király szeretett felesége (ḥmt-nỉswt mrỉỉ.t=f), A Men-nofer-Meriré piramis szeretett királynéja (ḥmt-nỉswt mrỉỉ.t=f n.t mn-nfr-mrỉ-rˁ), Hórusz kísérője(smr.t-ḥrw), Hórusz társa (tỉst-ḥrw), Az isten lánya (z.t-nṯr), Az istennek ez a lánya (z.t-nṯr-wt), A nagy kísérője (ḫt.t wr), A király anyja (mwt-nỉswt), Men-ankh-noferkaré király anyja (mwt-nỉswt mn-ˁnḫ-nfr-k3-rˁ és mwt-nỉswt-bỉtỉ mn-ˁnḫ-nfr-k3-rˁ).

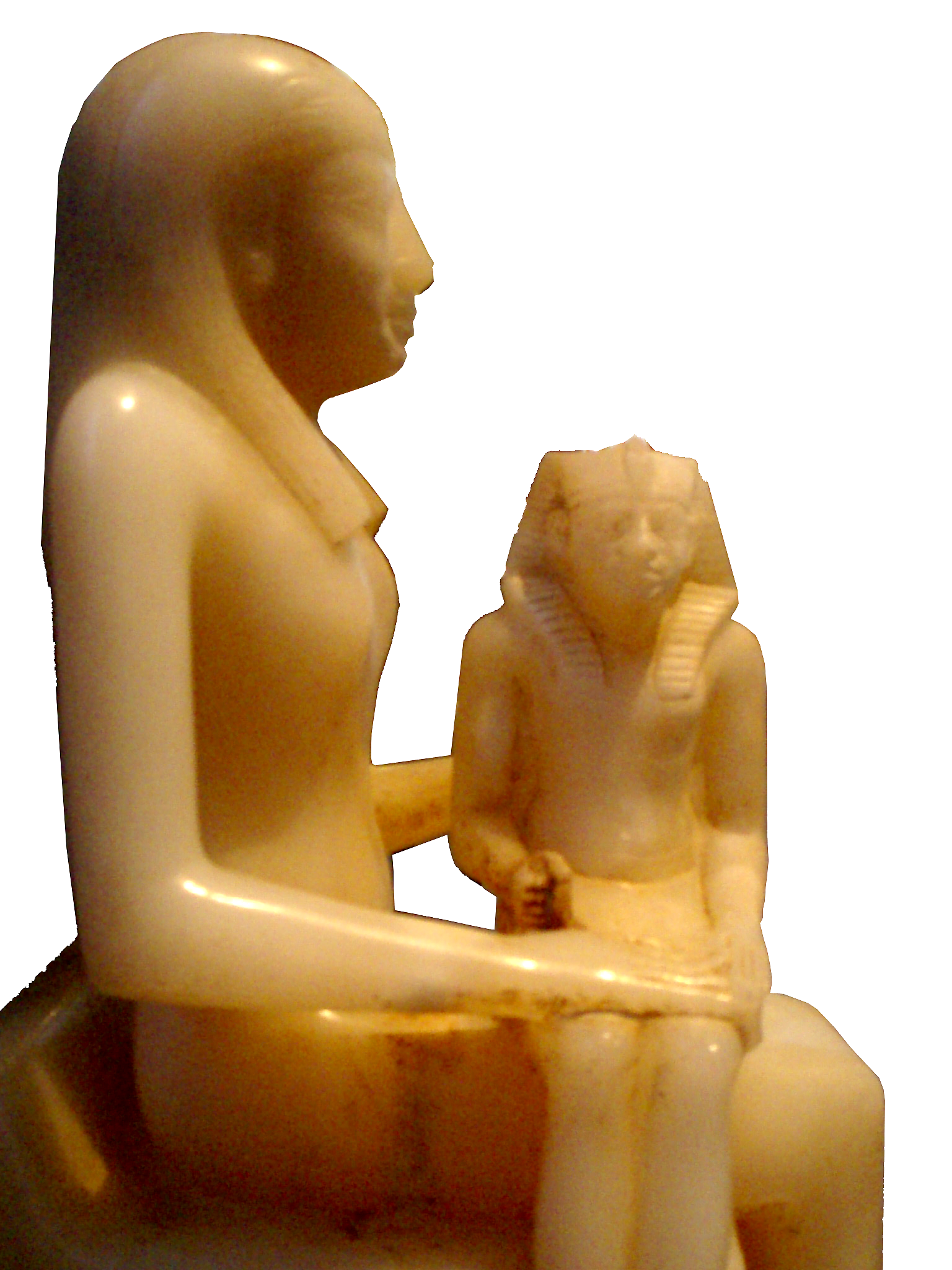
Anheszenpepi és fia
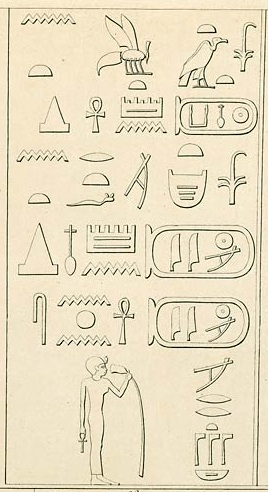
Anheszenpepi a Sínain található Vádi Magarában
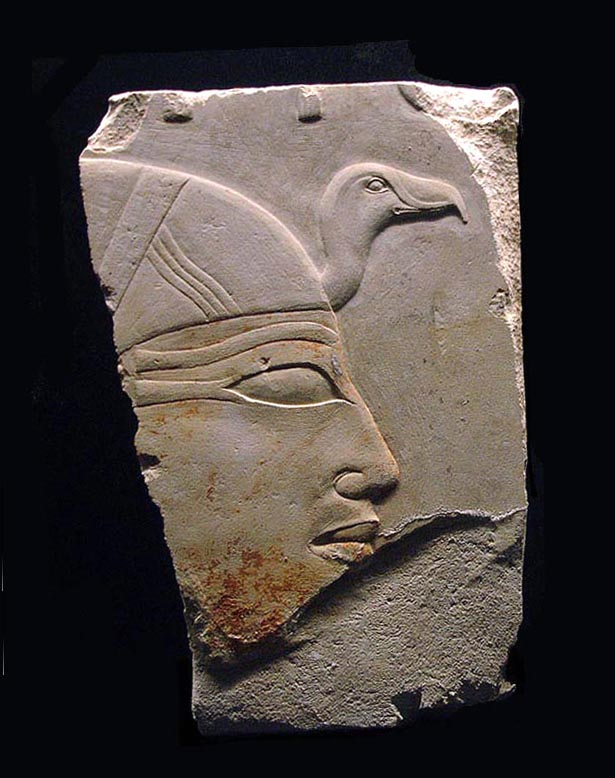
Anheszenpepi képe halotti templomában